# Contre-attaque (sport collectif)

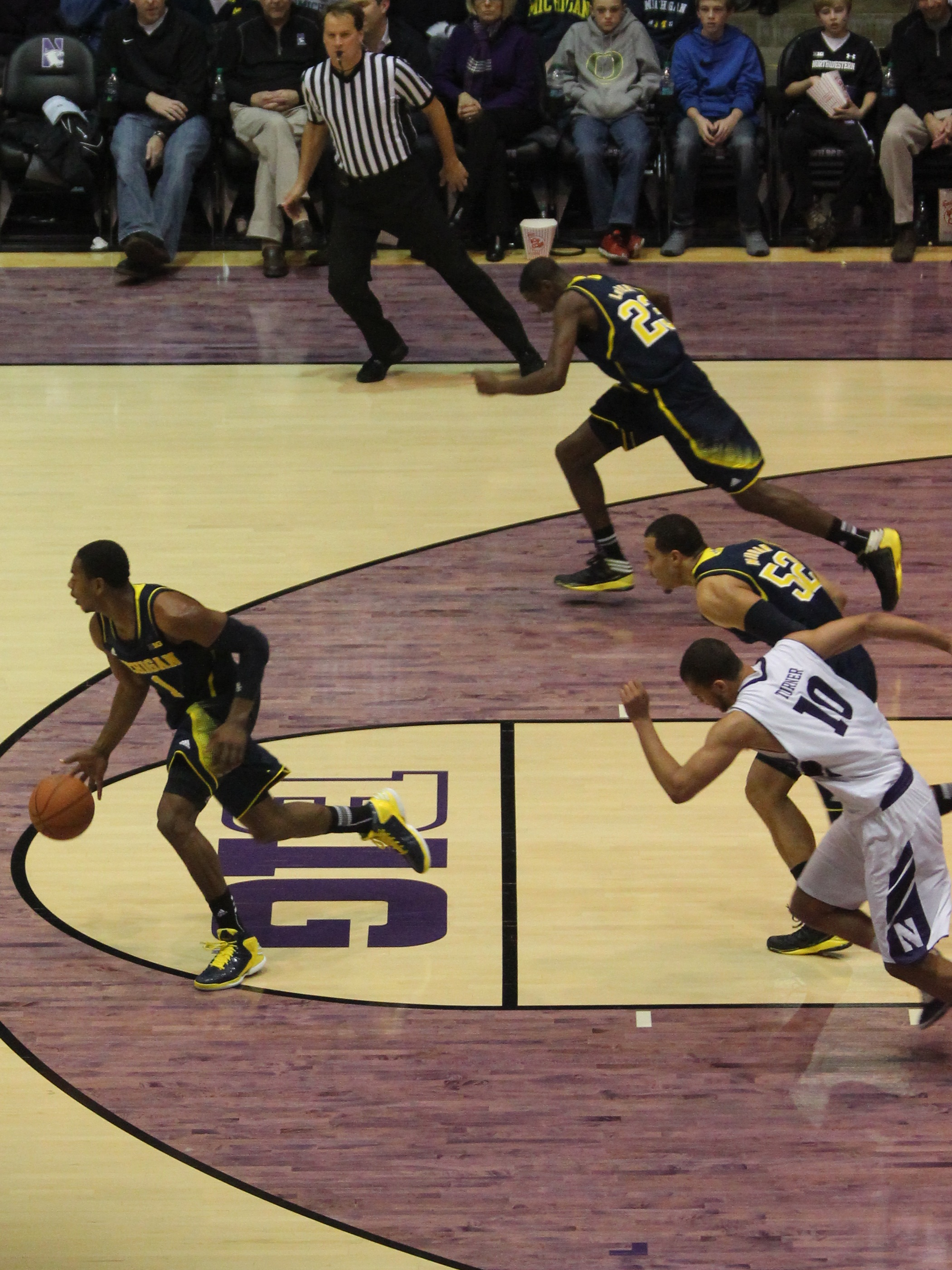
Une contre-attaque au basket-ball. L'équipe au maillot noir vient de récupérer la balle et court vers le panier adverse. Le porteur de ball est poursuivi par un défenseur (maillot blanc).

La contre-attaque est une stratégie offensive utilisée dans les sports collectifs, notamment au football, au basket-ball, au hockey sur glace et au handball. Elle consiste à remonter le plus vite possible la balle de l'autre côté du terrain, afin de ne pas laisser le temps à la défense adverse de s'organiser et ainsi de la prendre de vitesse. 
Il existe différents types de contre-attaque. Celles-ci sont généralement le moyen de produire un jeu spectaculaire et de marquer des points faciles, mais nécessitent une grande vitesse d'exécution et une bonne vision de jeu. Elles résultent fréquemment d'inattentions de la part des défenseurs ou d'une lenteur excessive dans le repli.

## Principe
Dans la situation la plus courante, l'équipe en défense récupère la balle et la passe immédiatement à l'un de ses joueurs les plus rapides pour qu'il déclenche la contre-attaque. Ce joueur accélère avec la balle et remonte le terrain, poursuivi par les défenseurs adverses. Il tente alors généralement de marquer lui-même avec un tir ou de faire la passe à l'un de ses coéquipiers qui l'aurait suivi. Lorsque le défenseur effectue une faute sur le contre-attaquant, une faute est fréquemment sifflée par l'arbitre : par exemple, le tacle glissé commis sur par le dernier défenseur entraine le plus souvent un carton rouge.

## Par sport

### Football
La contre-attaque y est fréquemment appelée « contre ». Après une récupération par un joueur (généralement un défenseur ou le gardien de but), celui-ci passe rapidement le ballon à un coéquipier doté d'une bonne capacité athlétique. Il remonte alors le terrain en courant, profitant de la désorganisation de l'équipe adverse, encore positionnée en phase d'attaque : les défenseurs adverses sont généralement pris de vitesse. Ce sont surtout les avant-centre ou les milieux offensifs, rapides et agiles balle au pied, qui mènent les contre-attaques. D'un point de vue théorique, une action est catégorisée dans le domaine de la contre-attaque en football si elle se conclut en 3 passes maximum ou en 7 secondes maximum. 
Certains entraîneurs sont connus pour développer un style de jeu basé sur la contre-attaque tels Laurent Blanc, Pep Guardiola ou Arsène Wengeravec une grande efficience car leur équipe développe un pressing ultra-offensif (à proximité de la surface de réparation) dans le camp adverse. La distance est donc moins grande à parcourir avant d'atteindre le but adverse. En effet, bien que ces 3 grands entraîneurs contemporains ne font pas de la contre-attaque la manière principale de conclure les actions offensives, la philosophie de possession de balle à outrance qu'ils prônent, fait que leurs joueurs sont formés à récupérer le plus rapidement possible le ballon et à ne pas se replacer dans leur moitié de terrain en position défensive basse. Le système de jeu en « 4-2-3-1 » est fréquemment utilisé par les équipes jouant en contre.  
Le 22 juin 1986, lors d'un match opposant l'équipe d'Argentine à celle d'Angleterre en quarts de finale de la Coupe du monde, Diego Maradona inscrit un but à l'issue d'une contre-attaque menée en solitaire depuis le milieu de terrain. Ce but a été élu « but du siècle » par la FIFA.
Cette stratégie offensive est inscrite dans les programmes scolaires d'éducation physique et sportive français en tant que premier niveau de compétence collective à acquérir avant d'apprendre l'attaque placée qui nécessite plus d'habiletés technique, tactique et d'intelligence de jeu. (pour l'apprentissage de la contre-attaque  chez les jeunes footballeurs voir)

### Basket-ball
Le terme employé en anglais est fast break. Au basket-ball, les contre-attaques résultent souvent d'une action défensive telle qu'une interception, une récupération à la suite d'un contre, ou d'un rebond. L'équipe défensive entre ainsi en possession du ballon et peut attaquer alors que les adversaires ne sont pas préparés à défendre. C'est généralement au meneur qu'est confiée la tâche de mener la contre-attaque.  
Si le repli est rapide, le joueur remontant le terrain peut passer la balle à un coéquipier remonté avec lui afin de réaliser un alley-oop. Si la contre-attaque échoue et que l'équipe adverse récupère la balle, elle peut contre-attaquer à son tour.  
Red Auerbach, entraineur des Celtics de Boston, a développé un style de jeu basé sur la contre-attaque, particulièrement utilisée avec Bob Cousy comme meneur de jeu : le run and gun. 

### Handball
Au handball, une récupération de balle ou une relance rapide par le gardien peut donner lieu à une contre-attaque. Elle est généralement menée par les ailiers, des joueurs rapides qui peuvent remonter le terrain en sprint et prendre la défense de vitesse. 